# Leergang grafisch bedrijf
De Leergang grafisch bedrijf is een reeks leerboeken voor de grafische industrie uit de jaren 1960-1980. De reeks staat in de volksmond bekend als de bruine boekjes.
Hoewel de reeks door de moderne druktechnieken grotendeels verouderd is, is hij voor (gevorderde) hobbyisten nog altijd bruikbaar.

## Titellijst
De reeks kan worden opgedeeld in verschillende deelgebieden.

### Algemeen
Onderstaande deeltjes zijn uitgegeven door de Gezamenlijke verenigingen tot bevordering van de vakopleiding in de grafische industrie.
Coordinatie & definitieve samenstelling van de delen: J.J.F. van den Bergh, T.J.W. Blaauw, P. den Boer, J. Dop, M.H. Groenendaal, L. van Roosendaal
1. Kennen en Herkennen D.B. Klein Essink - Theo Kurpershoek, (1962) 240 pag.
2. Mens in de samenleving P. Weidema - P. van den Berg, J.A.C. Blaauw, P. den Boer, G.J. Smits, H.J.M. van Steijn, (1966) 163 (146?) pag.
3. Kleur en inkt  G. Bakker - L.J. Lodewijks - dr. D. Tollenaar; m.m.v. J.J.F. van den Bergh e.a., (z.jr.-1) 62 pag. (1968-2) 67 pag. Met ingeplakte kleurenvoorbeelden
4. Reizigers in drukkersland C. Pels, (1971), 164 pag. Met omslag in afwijkende blauwe kleur. Illustraties: Willem Zwaard, Coordinator: M.H. Groenendaal
5. Grafische en aanverwante technieken

1e druk: 1963; 154 pag., J.C. Blankenstein,  A.P. Goores, J.H. Knechtmans, N.J. Koeleman, J.B.M. van Onkelen, P.M.M. Pont, dr.W. Tollenaar, G.C. Vlietstra, H. Wallbrink,
2e druk: 1969, 192 pag., J.B.J. Adams, G. van Beusekom, J.C. Blankenstein,  P.L. Goores, J.H. Knechtmans,  P.J. Biemans, N.J. Koeleman, A. van Manen, J.B.M. van Onkelen, P.M.M. Pont, dr.D. Tollenaar, G.C. Vlietstra, H. Wallbrink,
Deze tweede druk bevat ook een titel-lijst van de reeks in 1968, met een aantal aankondigingen.

### Boekdruk
Uitgegeven door de Vereniging tot bevordering van de vakopleiding in het boekdrukkers-, rasterdiepdruk- en chemigrafische bedrijf.
Coordinatie: J.J.F. van den Bergh, T.J.W. Blaauw, P. den Boer, J. Dop, M.H. Groenendaal, L. van Roosendaal
1. Letterzetten. Materialen en gereedschappen J. Bouwman - P.M.M. Pont - P.B. Van der Vaart, (1959-1; 1964-2) 85 pag.
2. Letterzetten. Vaktheorie G. Bakker - J. Bouwman - J.A.A. Janssen - G.J. Renes - P.B. van der Vaart - B. Weijers, (z.jr. 0), auteursvermelding ontbreekt, een katern in slappe kaft, paragraaf 1.1 t/m 4.4, 27 pag. en 3 pag. afbeeldingen. Zetsel en afbeeldingen wijken af van de eerste druk. (1959-1; 313 pag. 1967-2: 313 pag.)
3. Boekdrukken. Machines, materialen en gereedschappen J.Th. van Wees, G. van Dijkhorst, A.W. Oosterbaan, P.M.M. Pont, P.B. van der Vaart, (1966) 231 pag.
4. Boekdrukken. Vaktheorie J. Kedde† - L.J. Lodewijks - A.W. Oosterbaan - W.H. Roest - J.J.F. van den Bergh e.a., (1960-1, 1967-2, 1973-3). 134-1, 139-2, 158-3 pag.
5. Drukvormbehandeling G. van Dijkhorst - L.J. Lodewijks - G.W. Meijer, (1969-2) 69-1 pag.; 82-2 pag.
6. Hoogdrukrotatiedrukken M.G. Fischer, (1960-1; 1970-2) 296 pag. (Vereniging beroepsopleidingen Grafische Industrie). Met medewerking van: C. Pels, Gembo inktfabrieken, A. Offringa, H. Wolf
7. Stereotypie M.G. Fischer, (1968-2) 270 pag.
8. Cijfers en normen Joh. W. van der Hulst, A. Reens, 19??-1, 72 pag. (ca. 1968-2) 77 pag.
9. Leerstof dagblad opmaken [s.n.],(19??-1), 64 pag. Uitgegeven in softcover. Gerichte opleiding, Centrale opleidingscommissie voor het boekdrukkers- en rasterdiepdrukbedrijf.

### Machinezetten
1. Machinezetten [J.B.J. Adams], (1966) 109 pag.
2. Monotype toetsenbordbewerken [s.n.], (s.d) 232 pag.
3. Monotype zetselgietmachine J. Boer, (ca. 1965) 298 pag. Coordinatie-commissie: G.C. Duiker, M.H. Groenendaal, S. Koning, A.M. Stiebner, J.H. Kort, P. Verlooy, A. Borstlap, J. Boswijk, Met medewerking van Monotype Corporation, Amsterdam

### Lithografie
Uitgegeven door de Vereniging tot bevordering van de vakopleiding in het lithografisch bedrijf.
1. Het Lithografische vak. Geschiedenis en overzicht, P.F.C. van den Bogaerdt, P.L. Goores, H.J.G. Horssen, A. Jacobson†, J.H. Wiegmans, (1961-1; 1967-2) 84 pag.; 87 pag.
2. Lijnfotografie., W.F. Hesse, drs. G.M.W. Laseur, H.J. Schuit, J.A. Vring, D. Wijtman, (164 pag. 1965) (Vereniging tot bevordering van de vakopleiding in het boekdrukkers-, rasterdiepdruk- en chemigrafische bedrijf).
3. Halftoon-, lijn- en rasterfotografie I: Model, apparatuur, materiaal, meten, J.W. de Jonge, G.C. van der Voort, H.J. Schuit, (1971) 329 pag. Coordinatie:  A.H.J. Elfers, J. Korten, A. Loohuizen, J. van Geldrop, M.H. Groenendaal
4. Halftoon-, lijn- en rasterfotografie II: Maken van opnamen, J.W. de Jonge, G.C. van der Voort, H.J. Schuit, (19??)
5. Fotolithografie: gereedschappen en hun gebruik I, J.A. Neele, J. Olij, B. Wester, M. de Bruin, H.J. Schuit, (1965) 82 pag. Vereniging beroepsopleidingen Grafische Industrie; of: A. Koningsveld?
6. Fotolithografie II, J.A. Neele, J. Olij, B. Wester, M. de Bruin, H.J. Schuit, (1971). Vereniging beroepsopleidingen Grafische Industrie
7. Scheikunde voor het grafisch bedrijf. Elementaire scheikunde, J.C. de Winter, G. Wever, J.A. Souverein, (1964). i.s.m. Vereniging tot bevordering van de vakopleiding in het boek- en rasterdiepdrukbedrijf
8. Het Kopiëren I. Negatief-kopie (Eiwit-methode), P.F.C. van den Bogaert, P.L. Goores, J.H. Meijer, C. Volkers, (1964; 1968-2). 117 pag.
9. Het Kopiëren II. Positief-kopie (Diepgelegde offsetplaat), Vlakdrukmontage (Kleurenwerk) P.F.C. van den Bogaert, P.L. Goores, J.H. Meijer, C. Volkers, (1964) / III. Kopieermachines. (1964). In 1969 samengevoegd in: Kopieren II : vlakdrukmontage (kleurenwerk), positiefkopie, kopieermachines, proefdrukkerij. 210 pag.
10. Werkzaamheden aan de offsetpers. Deel I: Voorbereiding en onderhoud, P.F.C. van den Bogaert, F. van Damme, K.H. Sauerbier, A.Schippers, H.W.E.van Seggelen, (1964; 1969-2) 124 pag.
11. Werkzaamheden aan de offsetpers. Deel II: Afstellen en beginnen met drukken, P.F.C. van den Bogaert, F. van Damme, K.H. Sauerbier, A. Schippers, H.W.E. van Seggelen, (1964; 1969-2) 99 pag.
12. Werkzaamheden aan de offsetpers. Deel III: Het drukken., P.F.C. van den Bogaert, F. van Damme, K.H. Sauerbier, A. Schippers, H.W.E. van Seggelen, (1967; 1969-2) 164 pag. / IV: Storingen (1967). In 1969 samengevoegd in: Deel III: Het drukken, storingen
13. Offsetrotatiedrukken, J. Brachel, T. Langkemper, P. Oeldrich, M. Willems, T.Langkemper (secretaris), (1969) 127 blz. Coordinatie: M.H. Groenendaal, S.C. Noomen
14. Klein-offsetdrukken A: Drukvormvervaardiging, A. van Manen, (ca. 1970) 76 pag.
15. Klein-offsetdrukken B: Druktechniek, A. van Manen, (ca. 1970) 96 pag.
16. Klein-offsetdrukken C:, A. van Manen,  ???

### Chemigrafie
Uitgegeven door de Opleidingscommissie voor het Chemigrafisch Bedrijf.
1. Graveren/Machinegraveren/Proefdrukken/Frezen en Afwerken W.F.J. Wolke, J. van Commenie, (199 pag. 1969)
2. Reproduktietekenen. Positiefretouche W.F.J. Wolke, D.A. Ackers, Th.J. Blok, (116 pag. 1969)
3. Negatiefretouche/Kopiëren/Metaalretouche W.F.J. Wolke, (206 pag.) met medewerking van: G.H. van Berkel, A. Vink, H. Wallbrink
4. Chemigrafie, lijnetsen, auto-etsen, eenfase-etsen, W.F.J. Wolke, 1966, 177 pag. met medewerking van:: G.H.van Berkel, A.Vink, H.Wallbrink
5. Kleuretsen en nieuwe mogelijkheden, G. van Beusekom, D. Schilstra, (nog te verschijnen in 1969)

### Boekbinden
Uitgegeven door de Vereniging tot bevordering van de vakopleiding in het boekbinders-, papierwaren- en enveloppenbedrijf
1. Uitgaafbinden en brocheren I, J.C. Blankenstein (W.G.J. Callenbach), (1971-3) 153 pag., codes 1–9.
2. Uitgaafbinden en brocheren II, J.C. Blankenstein (W.G.J. Callenbach),(248 pag.), codes 10–25.
3. Boekbinden. Elementaire vakkennis, J.C.Blankenstein [J. van Klaveren, J.A. Reinds],  (1960) 180 pag., codes 26–50.
4. Boekbinden. Handboekbinden, J.C. Blankenstein, (238 pag. 1982-2) 238 pag., codes 51–74.
5. Materiaalmodellen behorende bij het boekje Materialenkennis voor boekbinders, J.C. Blankenstein, (1960?), 64 bladen in ordner
6. Boekbinden. Materialenkennis, J.C. Blankenstein [J. van Klaveren, J.A. Reinds] (ca. 1965) 136 pag., codes 75–82.
7. Vakrekenen, J.B.M. van Onkelen, J.C. Blankenstein, F.P. d'Huy. J. van Klaveren, J.A. Reints. (z.j.) 48 pag.

### Papierverwerking
Uitgegeven door de Vereniging tot bevordering van de vakopleiding in de papierverwerkende en -veredelingsindustrie
1. Papierverwerking en -veredeling, R. Boettcher, I. Jacquemijns, en C. Phaff (red.), (z.j.) 164 pag. Coordinatie: H.W. van Arnhem, R. Boettcher, J.J.L. Donker, M.H. Groenendaal, I. Jacquemeijns, N.J. Koeleman, C. Phaff
2. Flexografie en andere druktechnieken, N.J. Koeleman, P.G. Duivesteyn, J. Wolring, C. Hillenius, (na 1969) Coordinatie: H.W. van Arnhem, R. Boettcher, J.J.L. Donker, M.H. Groenendaal, I. Jacquemeijns, C. Phaff